# Xabier Santos
Xabier Ignacio Santos Rodríguez (Ovalle, Chile, 4 de marzo de 1997) es un futbolista chilenoque juega como delantero.

## Trayectoria
Formado en la Academia Kiko Rojas de Ovalle. Su rendimiento comenzó a dar que hablar por lo que no pasó mucho tiempo para que un club del fútbol amateur de Salamanca se fijara en él, en ese campeonato convirtió 30 goles con tan sólo 13 años. Gracias al veedor Alfonso Garcés, quien advirtió su capacidad goleadora, en el año 2010 se integra a las divisiones menores de Universidad Católica para participar en los torneos del Fútbol Joven de Chile, donde cumple destacadas actuaciones, incluso ganando títulos, en el 2015 fue citado por el técnico Mario Salas para disputar algunos partidos amistosos del primer equipo, también en el mismo año fue seleccionado como sparring para trabajar con la Selección chilena de Jorge Sampaoli en la preparación de la Copa América. Sin embargo no llegó la posibilidad de ser promovido al primer equipo cruzado de forma oficial, ya que no se le renovó el contrato en la UC.
En julio de 2015 el Udinese fichó por 5 años a Xabier Santos, pero inmediatamente fue enviado a préstamo al Granada C.F. para sus series menores (categoría sub-19) y a mediados del año 2016 es promovido a la filial del mismo club, el Granada "B", donde hace su debut como futbolista profesional.
Ante su falta de continuidad en la filial del Granada, a principios de 2017 es cedido al Extremadura, para disputar el torneo del Grupo IV de la Segunda División B de España.

## Clubes
Actualizado al último partido jugado el 18 de junio de 2022.
| Club                      | Div.          | Temporada     | Liga  | Liga  | Copas nacionales(1) | Copas nacionales(1) | Torneos internacionales(2) | Torneos internacionales(2) | Total | Total |
| Club                      | Div.          | Temporada     | Part. | Goles | Part.               | Goles               | Part.                      | Goles                      | Part. | Goles |
| ------------------------- | ------------- | ------------- | ----- | ----- | ------------------- | ------------------- | -------------------------- | -------------------------- | ----- | ----- |
| Extremadura UD · España   | 3.ª           | 2017          | 2     | 0     | —                   | —                   | —                          | —                          | 2     | 0     |
| Extremadura UD · España   | Total club    | Total club    | 2     | 0     | 0                   | 0                   | 0                          | 0                          | 0     | 0     |
| Ñublense · Chile          | 2.ª           | 2018          | 5     | 0     | 2                   | 0                   | —                          | —                          | 7     | 0     |
| Ñublense · Chile          | 2.ª           | 2019          | 2     | 0     | —                   | —                   | —                          | —                          | 2     | 0     |
| Ñublense · Chile          | Total club    | Total club    | 7     | 0     | 2                   | 0                   | 0                          | 0                          | 9     | 0     |
| Provincial Ovalle · Chile | 3.ª           | 2020          | —     | —     | —                   | —                   | —                          | —                          | 0     | 0     |
| Provincial Ovalle · Chile | Total club    | Total club    | 0     | 0     | 0                   | 0                   | 0                          | 0                          | 0     | 0     |
| Deportes Valdivia · Chile | 3.ª           | 2021          | 17    | 1     | 1                   | 0                   | —                          | —                          | 18    | 1     |
| Deportes Valdivia · Chile | 3.ª           | 2022          | 10    | 4     | 0                   | 0                   | —                          | —                          | 10    | 4     |
| Deportes Valdivia · Chile | Total club    | Total club    | 27    | 5     | 1                   | 0                   | 0                          | 0                          | 28    | 5     |
| Total carrera             | Total carrera | Total carrera | 36    | 5     | 3                   | 0                   | 0                          | 0                          | 39    | 5     |